# Mook en Middelaar

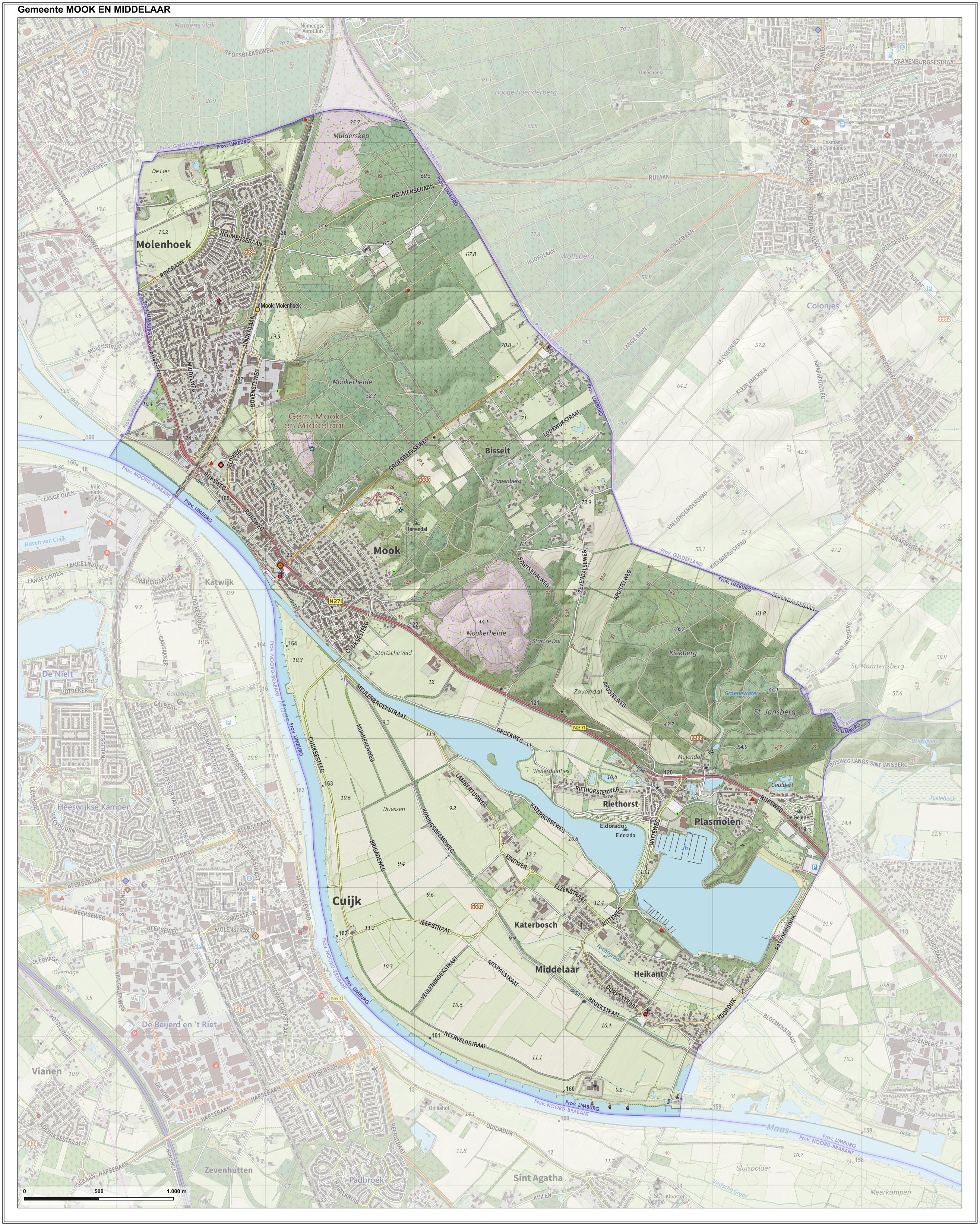
Topografische gemeentekaart van Mook en Middelaar

Mook en Middelaar uitspraakⓘ (Limburgs: Mook en Middelar) is een gemeente in het uiterste noorden van de Nederlandse provincie Limburg.
De gemeente telt 8.153  inwoners (22 november 2024, bron: CBS) en heeft een oppervlakte van 18,82 km² (waarvan 0,48 km² water). De gemeente Mook en Middelaar maakte, totdat dit samenwerkingsmodel door de Rijksoverheid werd opgeheven, deel uit van de Stadsregio Arnhem Nijmegen. Nu neemt de gemeente deel aan het samenwerkingsverband Groene Metropoolregio Arnhem-Nijmegen. In het westen grenst de gemeente aan Noord-Brabant, in het noorden en oosten aan Gelderland. De gemeente Mook en Middelaar wordt de brug tussen Maas en heuvelland genoemd. Toerisme en recreatie zijn belangrijke pijlers van het gemeentelijk beleid. Het gemeentehuis bevindt zich aan het Raadhuisplein in Mook.

## Kernen

### Buurtschappen
- Bisselt (Mook)
- Heikant (Middelaar)
- Katerbosch (Middelaar)
- Riethorst (Plasmolen)

## Geschiedenis
Resten van een villa in Plasmolen en van een brug over de Maas tussen Middelaar en Cuijk duiden op het Romeinse verleden. Op het landgoed Sint-Jansberg in Plasmolen bevinden zich in de bodem de resten van een Romeinse villa uit de 2e eeuw na Chr. In de jaren dertig verrichtte de Leidse archeoloog Braat een uitgebreid onderzoek naar de villaresten. Volgens informatie van het toenmalige Rijksdienst voor het Oudheidkundig Bodemonderzoek (ROB) gaat het hier om de restanten van het grootste tot nu toe bekende Romeinse hoofdgebouw in Nederland. De afmetingen bedragen circa 85 × 24 meter. Deze overblijfselen zijn in 1978 aangewezen als wettelijk beschermd archeologisch rijksmonument. In 2001 heeft de gemeenteraad besloten de resten van de Romeinse villa te conserveren en te visualiseren. Door middel van een informatiebord en een staalconstructie wordt de omvang van deze Romeinse villa duidelijk gemaakt.
Aan de oever van de Maas nabij de Cuijksesteeg bevinden zich de resten van een Romeinse brug. Deze resten stammen uit de 4e eeuw na Christus. De brug had een lengte van 450 meter. De Romeinse brug is door de rijksoverheid aangewezen als beschermd archeologisch monument.
Mook is vooral bekend van de Slag op de Mookerheide op 14 april 1574, een veldslag tussen de Oranjes en de Spanjaarden tijdens de Tachtigjarige Oorlog. In die tijd strekte de Mookerheide zich nog uit tot aan de stadswallen van Nijmegen. De Slag vond plaats iets ten noorden van het huidige Raadhuisplein (gebied Maasstaete). De huurlingen van de Noordelijke Nederlanden (7500 man) waren daar naartoe getrokken, komend uit Maastricht. De Spanjaarden, opgetrokken vanuit Brabant, waren bij Grave de Maas overgestoken en hadden hun kampement tussen Heumen en Overasselt. Zeker 3000 Nederlandse manschappen kwamen om, tegen enkele tientallen Spanjaarden. Een van de bekendste verhalen rond de Slag op de Mookerheide gaat over Kiste Trui, die haar leven wijdde aan het zoeken van de schat van de gebroeders Nassau; zij vond deze niet. Haar standbeeld staat voor het gemeentehuis van Mook en Middelaar. Op het plein voor het raadhuis staat sinds 14 april 2024 ook een monument ter ere van Lodewijk en Hendrik van Nassau, de aanvoerders van de Nederlandse troepen, die bij de Slag op de Mookerheide gesneuveld zijn en nooit zijn teruggevonden.
De Mookerschans en Heumense schans zijn verdedigingswerken op de Mookerheide vermoedelijk uit de 17e eeuw. Vanaf deze schansen had men een vrij uitzicht op het lager gelegen Maasdal met de noord-zuidroute over land en water. De Mookerschans ligt in een gemengd naald- en loofbos in een glooiend stuwwallenlandschap, ontstaan in de voorlaatste ijstijd, ongeveer 160.000 jaar geleden. De historische Mookerheideschans (verdedigingswerk) is gerestaureerd en biedt een mooi uitzicht over het Maasdal, zeker vanaf de nabij geplaatste uitzichttoren. Het gebied ligt ten noordoosten van Mook en ten noorden van de Groesbeekseweg. Het gebied is eigendom van de gemeente Mook en Middelaar. In het gebied is wandelen mogelijk, daarnaast is het mogelijk om een plattegrond of kaart van het terrein te verkrijgen. De Heumense schans is een soortgelijk veldwerk en is eigendom van Natuurmonumenten.
De plaatsen tussen de Maas en de Duitse grens waren in bezit van grootgrondbezitters. Het hele gebied dat nu de provincie Limburg vormt bestond uit een groot aantal hertogdommen en heerlijkheden. Het puntje van Noord-Limburg was toen nog Pruisisch grondgebied. Mook lag in het hertogdom Kleef en Middelaar in het hertogdom Gelre. Tijdens de Franse bezetting werd op 23 oktober 1800 de gemeente Mook en Middelaar gevormd. Een oude grenssteen aan de Katerbosseweg herinnert aan de voormalige hertogdommen.
Middelaar behoorde bij het Overkwartier van Gelre of Spaans Opper-Gelre. Tijdens de Spaanse Successieoorlog werd het door Pruisische troepen bezet, en zo bleef het als deel van Pruisisch Opper-Gelre ongeveer een eeuw lang Pruisisch (tot 1814).
Vanaf 1900 vestigden zich, in het voetspoor van de Amsterdamse kunstschilder Jacques van Mourik, vele tientallen kunstenaars voor korte en langere duur in de gemeente, met name in Plasmolen dat zich snel ontwikkelde tot een levendige kunstenaarskolonie.
In de Tweede Wereldoorlog heeft in de gemeente Mook en Middelaar een hevige strijd gewoed. In mei 1940 werden de invallers tegengehouden door de grote kazemattenlinie aan de Brabantse zijde van de Maas, waarbij Katwijk (a/d Maas) in brand raakte en de spoorbrug tussen Mook en Katwijk werd opgeblazen.
Ook in september 1944 lagen Mook, Plasmolen en Middelaar in het frontgebied en het oorlogsgeweld heeft veel verwoestingen teweeggebracht. Op 17 september tijdens de Operatie Market Garden landden Amerikaanse parachutisten tussen Groesbeek en Mook, de Duitsers bliezen de spoorbrug over de Maas op. De Amerikanen slaagden erin die dag Mook te bevrijden. Op 20 september lanceerden de Duitsers een tegenaanval maar op 21 september was Mook definitief bevrijd. De inwoners van de gemeente Mook en Middelaar zochten tot de bevrijding hun toevlucht elders. Op 8 februari werd de geallieerde opmars richting Duitsland hervat met de Operatie Veritable.
In de jaren 50 en 60 van de twintigste eeuw kwam na zand- en grindwerkzaamheden als recreatiegebied de Mookerplas tot stand.
Op 30 maart 1994 ging de gemeente een vriendschapsband aan met het Tsjechische Přibyslav.
Aan de oostkant van Mook is sinds 2016 het Bikepark Mook ontwikkeld. Dit terrein in het natuurgebied Zandberg is inmiddels een van de populairste mountainbike-terreinen van Nederland.
In 2021 kwam tussen Mook en Katwijk parallel aan de spoorbrug een fietsbrug tot stand.

## Gemeenteraad
De gemeenteraad van Mook en Middelaar bestaat uit 13 zetels. Hieronder de behaalde zetels per partij bij de gemeenteraadsverkiezingen sinds 1998:
| Gemeenteraadszetels     | Gemeenteraadszetels | Gemeenteraadszetels | Gemeenteraadszetels | Gemeenteraadszetels | Gemeenteraadszetels | Gemeenteraadszetels | Gemeenteraadszetels |
| Partij                  | 1998                | 2002                | 2006                | 2010                | 2014                | 2018                | 2022                |
| ----------------------- | ------------------- | ------------------- | ------------------- | ------------------- | ------------------- | ------------------- | ------------------- |
| Dorpsgroepering Pouwels | 4                   | 4                   | 5                   | 4                   | 5                   | 4                   | 4                   |
| VVD                     | 2                   | 2                   | 2                   | 5                   | 3                   | 3                   | 4                   |
| PvdA                    | 2                   | 2                   | 2                   | 1                   | 2                   | 3                   | 3                   |
| GroenLinks              | -                   | 2                   | 2                   | 1                   | 2                   | 2                   | 2                   |
| CDA                     | 3                   | 3                   | 2                   | 2                   | 1                   | 1                   | -                   |
| Totaal                  | 13                  | 13                  | 13                  | 13                  | 13                  | 13                  | 13                  |
| Opkomst                 |                     |                     |                     | 55,84%              |                     |                     |                     |

### College van B&W 2022-2026
Het college van burgemeester en wethouders van Mook en Middelaar in de periode 2022-2026 bestaat uit een coalitie van DGP, VVD en PvdA, die samen een meerderheid van 11 van de 13 zetels in de gemeenteraad hebben. De burgemeester van Mook en Middelaar is Inge van Dijk (VVD).
Er zijn drie wethouders, te weten:
- Ton Herings (DGP)
- Holger Rodoe (VVD)
- Frank Dillerop (PvdA)

## Bezienswaardigheden
In de gemeente Mook en Middelaar is onder andere het volgende te zien: de Mookerheide, natuurgebied de Sint-Jansberg met Romeinse villa, de Mook War Cemetery, Mookerschans, Heumense schans, Jachtslot Mookerheide, verschillende kerken.
Het gemeentehuis van Mook herbergt een grote collectie kunst. Deze bestaat uit de collectie die de gemeente heeft opgebouwd - onder andere in het kader van de Beeldende Kunstenaars Regeling - en de bijna 800 werken tellende collectie van Stichting Jacques van Mourik. Deze is toegespitst op regiokunst, met name van de kunstenaars die behoorden tot de Plasmolense Kunstenaarskolonie (ca. 1900-1970), de enige die in de provincie Limburg heeft bestaan.

### Monumenten
In de gemeente zijn rijksmonumenten, gemeentelijke monumenten, oorlogsmonumenten en kunstwerken te vinden, zie:
- Lijst van rijksmonumenten in Mook en Middelaar
- Lijst van gemeentelijke monumenten in Mook en Middelaar
- Lijst van oorlogsmonumenten in Mook en Middelaar
- Lijst van beelden in Mook en Middelaar

## Openbaar vervoer
In het verleden kende de huidige gemeente een station van de Staatsspoorwegen, station Mook-Middelaar, gelegen aan de Maaslijn. Dit station werd in 1938 voor het eerst gesloten en definitief in 1940, nadat het korte tijd heropend is geweest. Op 6 mei 2009 werd in het kader van Stadsregiorail het nieuwe station Mook-Molenhoek geopend op dezelfde plaats als het voormalige station Mook-Middelaar. Het station wordt bediend door de stoptreinen van Arriva van station Roermond naar station Nijmegen en vice versa.
De gemeente Mook en Middelaar wordt verder bediend door twee buslijnen. Lijn 83 (Arriva en Breng) van Nijmegen naar Gennep en/of Venlo rijdt door Mook, maar komt niet bij het station. Breng buurtbus 564 rijdt van Groesbeek naar station Mook Molenhoek en Breng buurtbus 569 rijdt van Malden via Molenhoek, Mook en Plasmolen naar Middelaar.

## Bekende inwoners
- Joop Uittenbogaard (1916-2010), kunstschilder (was woonachtig in Plasmolen, Molenhoek en Mook)

## Aangrenzende gemeenten
| Aangrenzende gemeenten | Aangrenzende gemeenten | Aangrenzende gemeenten | Aangrenzende gemeenten | Aangrenzende gemeenten |
| ---------------------- | ---------------------- | ---------------------- | ---------------------- | ---------------------- |
| Heumen (Gld)           |                        |                        |                        | Berg en Dal (Gld)      |
|                        |                        |                        |                        |                        |
|                        |                        |                        |                        |                        |
|                        |                        |                        |                        |                        |
| Land van Cuijk (NB)    |                        |                        |                        | Gennep                 |